# Língua lahu
Lahu (autônimo: Ladhof [lɑ˥˧xo˩]) é uma língua Tibeto-Birmanesa falada pela etnia Lahu da China (Yunnan), Tailândia, Myanmar, e Laos. É muito falada na China, não só pelos Lahus, como também outras minorias étnicas de Yunnan que a têm como língua franca. Porém, a língua não é muito usada nem ensinada na Tailândia, para onde vão muitos refugiados e imigrantes ilegais que saem de Myanmar.

## Dialetos
São poucos os dialetos, os quais são conhecidos por diversos nomes:
- Lahu Na (Lahu Negro, Musser Dam, Lahu Norte, Loheirn)
- Lahu Shi (Lahu Amarelo, Kutsung); o dialeto divergente la53 xu31 sɯ33 é falado em Nanduan 南段村 (Lahu: na31 tɔ35), em Nuofu 糯福乡, Lancang, China[3][4]
- Lahu Nyi (Lahu Vermelho, Lahu Sul, Musseh Daeng, Luhishi, Luhushi), Shehleh
- Lahu Shehleh

O estudioso Phạm Huy lista três ramos:
- La Hủ Phu (Lahu Branco): somente em Lüchun County, Yunnan, China
- La Hủ Năk (Lahu Negro)
- La Hủ Nê Thu

Tradicionalmente a taxonomia popular Lahu divide os Lahu para os dois grupos de Lahu Negro e Lahu Amarelo ; Lahu Vermelho e Branco Lahu são aglomerados de dialetos novos originários de movimentos messiânicos dos últimos séculos
. Lahu Negro is the standard dialect in China, bem como a língua franca entre os diferentes grupos Lahu na Tailândia; No entanto, é inteligível para os falantes de Lahu Amarelo, porém, com alguma dificuldade
Com base nos números de itens lexicais compartilhados, Bradley  (1979) classifica os dialetos Lahu dialects assim:
Lahu comum
- Lahu Negro
  - Shehleh
  - (Principal)
    - Lahu Negro próprio
    - Lahu Vermelho
- Lahu Amarelo
  - Bakeo
  - Banlan

Lama (2012) apresenta a seguinte classificação e a chama de Lahoid.
Lahoid
- Lahu-Xi (Lahu Amarelo)
- (Lahu Negro cluster)
  - Lahu-Na (Lahu Negro)
  - Lahu-Ni (Lahu Vermelho)
  - Lahu-Pu (Lahu Branco)
  - Lahu-Shehleh

Lama (2012) lista as seguintes inovações de fonologia em relação ao Proto-Loloish.
- *s-l- > x-
- *z- > ʣ-
- *ŋ- > x-

## Escrita
A língua Lahu usa o alfabeto latino completo, porém, sem as letras L e W; usa as formas consoante juntas como Ph, Th, Sh, Zh, Kh, Qh, Dz, Ng
W só é usada no som vogal Aw; outros sons vogais além de A, E, I, O, U são Ie, Ui, Eu; Sons ditongos são ia, iu, ua, ei, ai, ao, ou, ai, iao, uai
Com essa língua é fortemente Tonal, há marcações de tons com as letras: l (baixo descendo), d (alto descendo), r (muito baixo), q (alto subindo), t (alto interrompido), f (baixo interrompido);

## Amostra de texto
Pai Nosso
Qhe te lie, nawl hui bon chi qhe lawl-ot. Mvid naw ma qhot chied ve ngal hui ve Awl pa-ol, nawl ve awl mie that yawt yan te pid lawl-ot. Nawl ve mvid mil gal la pil-ot. Mvid naw ma qhot lo nawl ve a lof bid qhe, mil guil qhot that thawd bid la pil-ot. Yat nyi lof ve cad tul dawl tul ted phaf, yat nyi ngal hui that pet lal-ot. Shu ngal hui that te yat lad ve vend bat thar ngal hui phied qha peul ve qha shuf shuf ngal hui ve vend bat that thawd phied qha lal-ot. Vend bat bel ve awl qhad si ngal hui that tad qai pid. Yat qhal, hail ve awl qhaw lo ngal hui that ponl lal-ot. Awl lawn qo, mvid mil, kand pat lie awl met awl phond qha peu-el, co co taif taif nawl ve yol. A menl.

## Biblografia
- Bradley, David (1979). Lahu dialects. Col: Oriental monograph series #23. Canberra: Faculty of Asian Studies, Australian National University. OCLC 6303582
- Matisoff, James A. (2006). English-Lahu Lexicon. Berkeley, California: University of California Press. ISBN 0-520-09855-2
- Phạm Huy (1997). Một phần chân dung: dân tộc La Hủ (nhật ký điền dã). Lai Châu: Sở văn hóa thông tin Lai Châu.
- Reh, Louis (agosto de 2005). «Silenced Minorities». The Irrawaddy. Consultado em 29 de dezembro de 2006. Cópia arquivada em 27 de janeiro de 2006

## Further reading
- Lee, Hyun-bok (2000). «라후어의 언어학적 연구 (A Linguistic Study of Lahu)». Seoul National University. The Journal of Humanities. 44. Consultado em 28 de dezembro de 2006. Arquivado do original em 7 de outubro de 2007
- Shi, Feng; Liu, Jing-rong (2006). «拉祜语的元音格局 (The Vowel Pattern of the Lahu Language)». Yunnan Nationalities University Journal (2). Consultado em 27 de dezembro de 2006. Arquivado do original em 27 de setembro de 2007
- Wang, Zhenghua (2004). «拉祜语共时音变研究 (On the Synchronic Phonetic Change of the Lahu Language)». Yunnan Nationalities University Journal (1). Consultado em 27 de dezembro de 2006. Arquivado do original em 30 de setembro de 2007